# 绍斯盖特 (肯塔基州)
绍斯盖特（英語：Southgate），是美国肯塔基州的一座城市。建立于1907年，面积约为3.6平方公里（1.4平方英里）。根据2010年美国人口普查，该市的人口为3,803人。